# Coupe des Nations 1930
De Coupe des Nations 1930 was een internationaal voetbaltoernooi dat georganiseerd werd in het Zwitserse Genève door de plaatselijke voetbalclub Servette FC Genève. Servette was pas landskampioen geworden en organiseerde het evenement als tegengewicht voor het eerste WK dat op hetzelfde moment georganiseerd werd in Uruguay. Het Stade des Charmilles werd op dat moment ingehuldigd en zou tot 2002 de thuishaven zijn van Servette.
Sommigen zien dit toernooi als de voorloper van de Europacup I aangezien het de eerste competitie was voor Europese landskampioenen in Europa. De kampioenen van de grote Europese voetbalnaties werden uitgenodigd, behalve de Britse omdat die op dat moment geen lid waren van de FIFA.
De winnaar van de competitie werd het Hongaarse Újpest FC, dat in vier wedstrijden zestien keer scoorde en slechts één tegendoelpunt binnen kreeg. Na afloop riep de club zichzelf uit tot kampioen der kampioenen.
In de volgende jaren werden er pogingen gedaan om een toernooi op te richten voor kampioenen uit Europa. Enkele Noord-Italiaanse steden wilden het toernooi organiseren in 1931, maar om financiële redenen ging dit niet door. In 1937 werd tijdens de Expo in Parijs een nieuw toernooi georganiseerd dat als opvolger gold, maar slechts twee landskampioenen aanvaardden de uitnodiging. Hierna probeerden Zürich, gaststad van de Expo 1939 en Rome van de Expo 1942 opnieuw een toernooi te organiseren, maar beide pogingen mislukten. Pas in 1955 zou er een heuse competitie komen, die nog steeds loopt met de Europacup I.

## Deelnemers
- First Vienna FC (bekerwinnaar; 3de in competitie 1929/30)
- Cercle Brugge (landskampioen 1929/30)
- SK Slavia Praag (landskampioen 1929/30)
- FC Sète (bekerwinnaar 1929/30)
- SpVgg Fürth (landskampioen 1929)
- Újpest FC (landskampioen 1929/30)
- AGC Bologna (landskampioen 1928/29)
- Go Ahead (landskampioen 1929/30)
- Real Unión de Irún (bekerwinnaar 1927; 6de in competitie 1929/30)
- Servette FC (landskampioen 1929/30)

Opmerkingen
- Blijkbaar werd Real Irún aangekondigd als Spaanse landskampioen, maar dat was helemaal niet zo.
- Zowel Bologna als Irún stelden spelers op die helemaal niet bij hen aangesloten waren.
- De Griekse en Noorse voetbalbonden stuurden protestbrieven omdat hun kampioenen niet uitgenodigd werden.
- Bologna arriveerde te laat op het toernooi zodat deze wedstrijd na de eerste kwartfinale gespeeld werd. Verliezer Go Ahead moest hierdoor niet langs de herkansing en plaatste zich ook voor de kwartfinale.

## Eerste Ronde
| Datum     | Team #1         | Uitslag      | Team #2         |
| --------- | --------------- | ------------ | --------------- |
| 28th June | Servette Genève | 0 - 7        | First Vienna    |
| 29th June | FC Sète         | 3 - 4 (n.v.) | Fürth           |
| 29th June | Slavia          | 4 - 2        | Cercle Brugge   |
| 30th June | Újpest          | 3 - 1        | Real Unión Irún |
| 2nd July  | Go Ahead        | 0 - 4        | Bologna         |

## Herkansing (verliezers eerste ronde)
| Datum    | Team #1         | Uitslag | Team #2       |
| -------- | --------------- | ------- | ------------- |
| 1st July | Servette Genève | 2 - 1   | Cercle Brugge |
| 1st July | Real Unión Irún | 5 - 1   | FC Sète       |

(De verliezers werden uitgeschakeld, de winnaars gingen naar de kwartfinale)

## Kwartfinale
| Datum    | Team #1         | Uitslag | Team #2 |
| -------- | --------------- | ------- | ------- |
| 2nd July | First Vienna    | 7 - 1   | Fürth   |
| 3rd July | Go Ahead        | 0 - 7   | Újpest  |
| 3rd July | Real Unión Irún | 1 - 2   | Slavia  |
| 4th July | Servette Genève | 4 - 1   | Bologna |

## Halve finale
| Datum    | Team #1      | Uitslag | Team #2         |
| -------- | ------------ | ------- | --------------- |
| 5th July | Újpest       | 3 - 0   | Servette Genève |
| 5th July | First Vienna | 1 - 3   | Slavia          |

## Match om de derde plaats
| Datum    | Team #1      | Uitslag | Team #2         |
| -------- | ------------ | ------- | --------------- |
| 6th July | First Vienna | 5 - 1   | Servette Genève |

## Finale
| Datum    | Team #1 | Uitslag | Team #2 |
| -------- | ------- | ------- | ------- |
| 6th July | Újpest  | 3 - 0   | Slavia  |